# Wołosianka (obwód lwowski)
Wołosianka (ukr. Волосянка) – wieś na Ukrainie, w rejonie stryjskim obwodu lwowskiego. Wieś liczy około 1470 mieszkańców. Pierwsze wzmianki o wsi pochodzą z 1572 r.
Prywatna wieś szlachecka, położona w województwie ruskim, w 1739 roku należała do klucza Tuchla Lubomirskich. Za II Rzeczypospolitej do 1934 samodzielna gmina jednostkowa, następnie należała do zbiorowej wiejskiej gminy Ławoczne. Początkowo w powiecie skolskim, a od 1932 w powiecie stryjskim w woj. stanisławowskim. W miejscowości stacjonowała placówka Straży Celnej „Wołosianka” a następnie placówka Straży Granicznej I linii „Wołosianka”.
Po wojnie wieś weszła w struktury administracyjne Związku Radzieckiego. Do 2020 roku w rejonie skolskim.